# توماس شنايدر (كاتب)
توماس شنايدر (بالألمانية: Thomas Schneider)‏ هو عالم آثار ومؤرخ وكاتب ألماني، ولد في 6 سبتمبر 1964 في غوتينغن في ألمانيا.